# Atlantisch orkaanseizoen 1957
Het Atlantisch orkaanseizoen 1957 duurde van 1 juni 1957 tot 30 november 1957. Het seizoen 1957 was wat energie betreft een normaal seizoen. Het seizoen telde acht tropische stormen, waarvan er zes een naam kregen. Van deze acht promoveerden er drie tot orkaan. Twee orkanen wakkerden aan tot majeure orkanen (categorie 3 of hoger). Deze twee majeure orkanen eisten ook de meeste slachtoffers; orkaan Audrey verwoestte het stadje Cameron in Louisiana en orkaan Carrie deed het Duitse zeilschip Pamir kelderen in de buurt van de Azoren, waarbij 80 opvarenden verdronken. Het drama werd wereldnieuws. Ook trof Carrie als extratropische storm een paar dagen later Groot-Brittannië. Audrey is verder bijzonder, omdat zij de enige orkaan is die in de maand juni de vierde categorie bereikte.

## Cyclonen

### Tropische storm zonder naam (1)

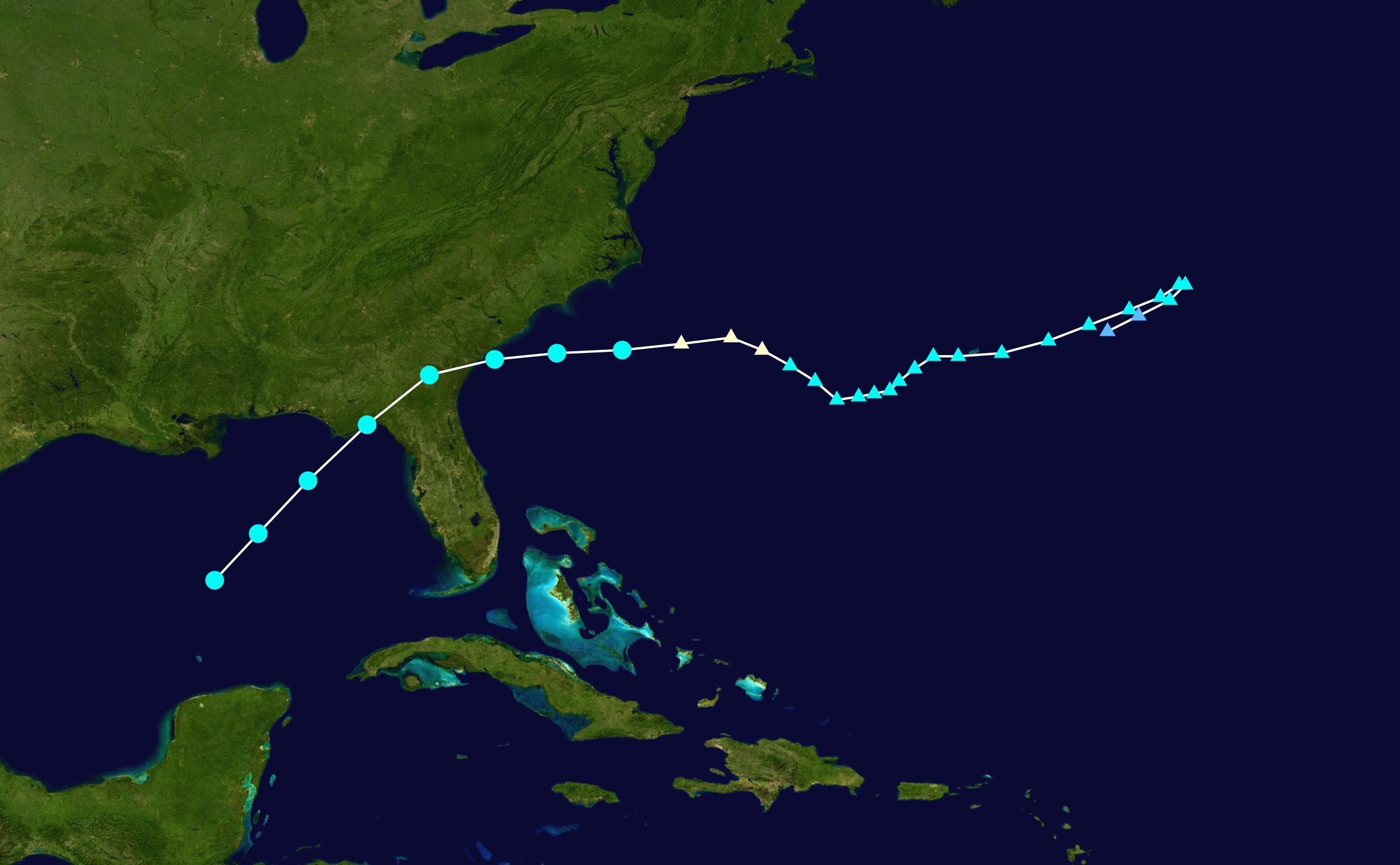
Afgelegde weg van tropische storm 1.

Op 7 juni ontstond er een tropische depressie ten noorden van het schiereiland Yucatán uit een lagedrukgebied, dat convectie vertoonde. De tropische depressie promoveerde tot tropische storm op 8 juni boven het centrum van de Golf van Mexico en trok snel noordoostwaarts. Op 9 juni landde de tropische storm in het uiterste noordwesten van Florida nabij de Baai van Apalachee. Boven de Golf van Mexico bleef de tropische cycloon een minimale tropische storm en was slecht georganiseerd. De tropische storm trok verder over Georgia en South Carolina en nam boven de Atlantische Oceaan in kracht toe. Op 10 juni bereikte de tropische storm zijn hoogtepunt met windsnelheden tot 110 km/uur, voordat hij zijn tropische kenmerken verloor. Daarna verdween de extratropische storm naar het oosten en verzwakte gestaag. Op 15 juni loste de extratropische storm op ten zuidoosten van Nova Scotia. De tropische storm eiste vijf mensenlevens, allen opvarenden van een boot, die in de storm kapseisde. De overstromingen ten gevolge van de tropische cycloon veroorzaakte een schade van $52.000,- (niet gecorrigeerd voor inflatie), voornamelijk aan de landbouw.

### Orkaan Audrey

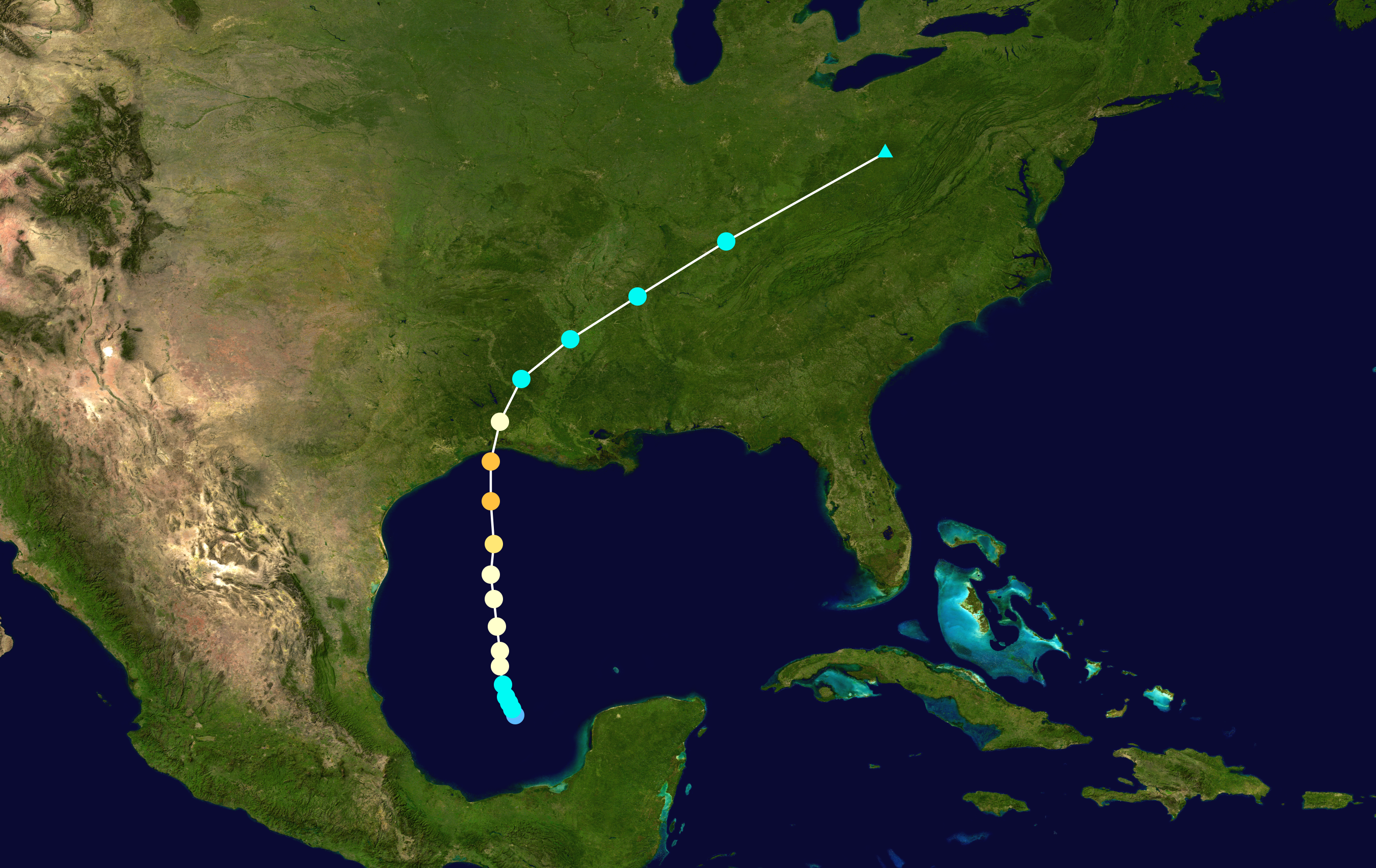
Audreys pad

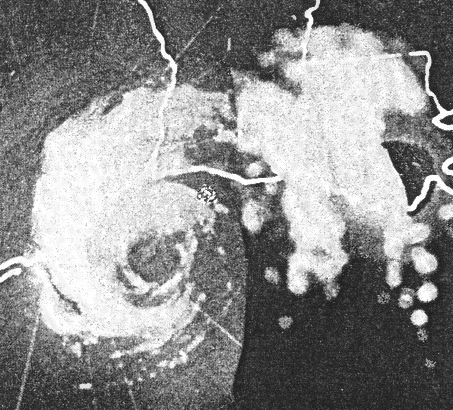
Radarbeeld van Audrey, uren voordat zij op 27 juni landde nabij Sabine Pass in Texas.

Orkaan Audrey bereikte als enige orkaan in de maand juni de vierde categorie en is ook de sterkste orkaan vóór de eerste juli.
Op 22 juni trok een tropische golf de Golf van Campeche binnen, waar de zeewatertemperatuur hoger was dan normaal. Boven het midden en oosten van de Golf van Mexico lag bovendien een hogedrukgebied op grote hoogte, dat een divergerende stroming boven de Golf van Campeche teweegbracht. De condities voor het ontstaan van een tropische cycloon waren dus zeer gunstig en op 24 juni ontstond uit de tropische golf een tropische depressie. Aanvankelijk zorgde het hogedrukgebied ervoor, dat de tropische cycloon nauwelijks van zijn plaats kwam. Op 25 juni promoveerde de tropische depressie tot tropische storm Audrey, die zich razendsnel ontwikkelde. Zes uur later was Audrey een orkaan van de tweede categorie. Daarna versnelde Audrey haar koers naar het noorden en nam tijdelijk iets in kracht af, om op 26 juni weer gestaag aan kracht te winnen.
Op 27 juni bereikte zij haar hoogtepunt met windsnelheden tot 231 km/uur en een minimale druk van 946 mbar, vlak voordat zij nabij Sabine Pass in Texas bij de grens met Louisiana landde. Boven land degradeerde zij tot tropische storm en trok verder over Louisiana, Arkansas en Mississippi. Boven Tennessee verloor zij haar tropische kenmerken en de extratropische Audrey trok verder over Kentucky, Ohio, West Virginia, Pennsylvania en New York, waar zij op 29 juni nabij de Canadese grens oploste. Het aantal slachtoffers van Audrey staat niet met zekerheid vast. Geschat wordt dat tussen 390 en 550 mensen bij de ramp omkwamen. In de Verenigde Staten was dit de grootste orkaanramp sinds de Galvestonorkaan in het seizoen 1900 en dat zou het blijven tot Katrina in het seizoen 2005. De Texaanse kust bevond zich aan de westflank van Audrey, de zwakke kant van de orkaan, waar de schade meeviel. Maar aan de oostkant in Louisiana waren de gevolgen catastrofaal.
Het dorp Cameron werd van de kaart geveegd tot 80% van de gebouwen werden er vernietigd, dan wel zwaar beschadigd. Aan de orkaan ontsproten twee krachtige windhozen, waarvan één nabij New Orleans. Veertigduizend inwoners van Louisiana raakten dakloos. Audrey bracht aan haar oostflank een stormvloed teweeg van 3,60 m tot 4,20, die tot 40 km landinwaarts wist door te dringen (de kust van Louisiana is zeer laag en vlak en wordt gekenmerkt door moerasland). In de Golf van Mexico kelderde Audrey een schip, dat met negen opvarenden met man en muis verging. Verder landinwaarts raasde de extratropische Audrey verder als een venijnige extratropische storm en veroorzaakte vele windhozen. Boven het noordoosten van de Verenigde Staten nam zij opnieuw in kracht toe en veroorzaakte winden van orkaankracht in New York en in Canada. In Canada eiste Audrey drie slachtoffers. Audrey veroorzaakte in totaal $150 miljoen schade ($1 miljard na correctie voor inflatie naar 2005). De naam Audrey werd later geschrapt en nooit meer voor een tropische cycloon in het Atlantisch bassin gebruikt.

### Tropische storm Bertha

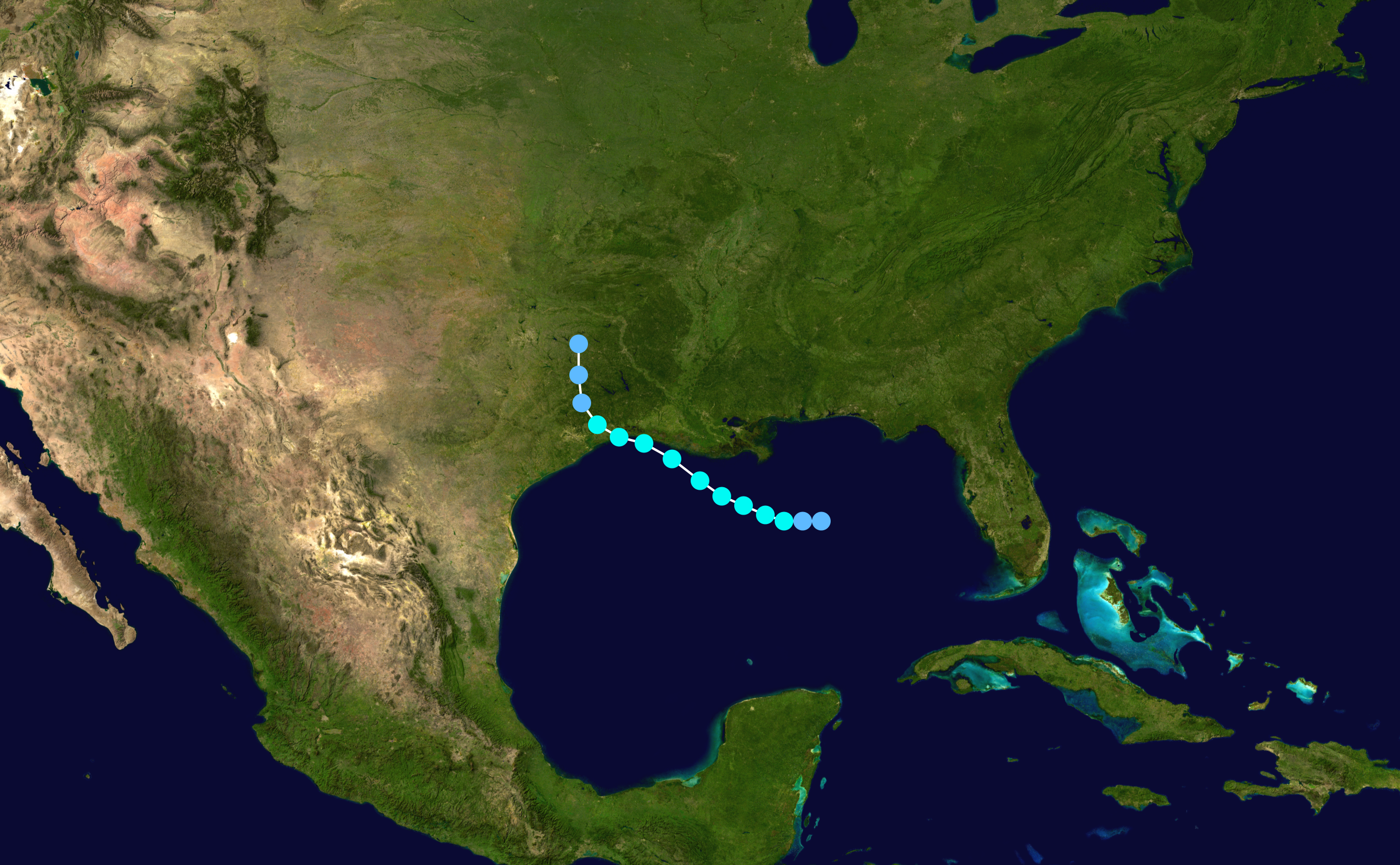
Het parcours dat Bertha aflegde.

Op 6 augustus koerste een niet-tropisch lagedrukgebied het noordoosten van de Golf van Mexico binnen en dreef langzaam westwaarts. Het kwam tot ontwikkeling en promoveerde op 8 augustus tot tropische storm Bertha op 160 km ten zuiden van de monding van de Mississippi. Daarna draaide Bertha bij naar het noordwesten en nam gestaag in kracht toe. Op 9 augustus bereikte zij haar hoogtepunt met windsnelheden tot 110 km/uur en een minimale druk van 998 mbar, vlak voordat zij landde nabij het door Audrey verwoeste Cameron in Louisiana. Boven Texas degradeerde Bertha op 10 augustus tot tropische depressie en wendde zich nu noordwaarts. Op 11 augustus loste Bertha op boven Oklahoma. Bertha eiste twee mensenlevens, hoewel de materiële schade gering was. De bijkomende regenval werd in het droge gebied eerder als een zegen dan als een vloek ervaren.

### Orkaan Carrie

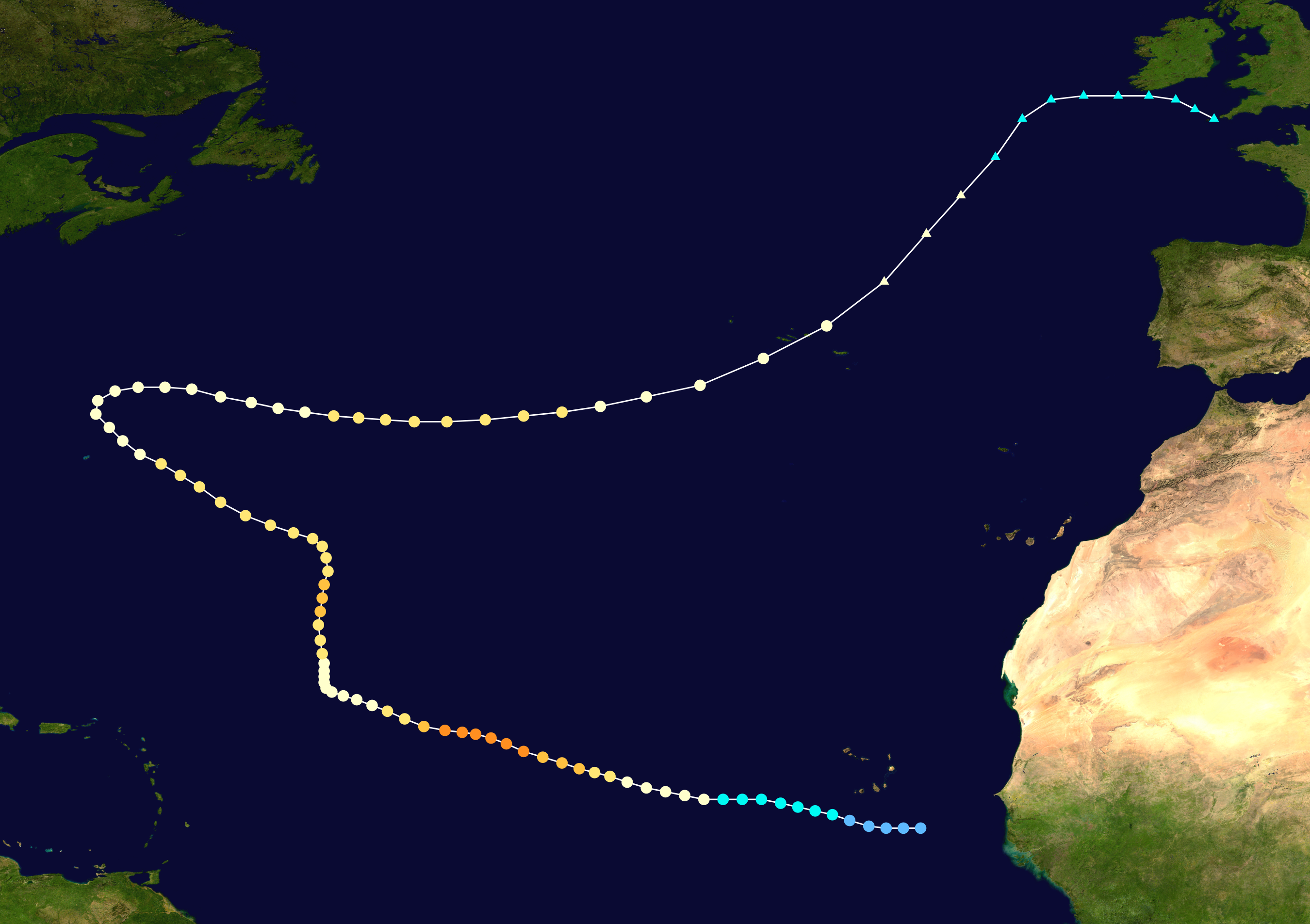
Het parcours dat Carrie boven de Atlantische Oceaan aflegde.

Carrie was een orkaan van het Kaapverdische type met een ongewoon lange levensduur. Slechts vier tropische cyclonen handhaafden zich langer in het Atlantisch bassin.
Op 2 september ontstond er een tropische depressie net ten zuidoosten van de archipel Kaapverdië uit een tropische golf. De tropische depressie trok westnoordwestwaarts en promoveerde op 3 september tot tropische storm Carrie. Carrie nam gestaag in kracht toe en promoveerde op 5 september tot orkaan. Op 7 september besloot men vanuit Bermuda een verkenningsvliegtuig te sturen, wat destijds ongewoon was, omdat de orkaan ver van enig land was verwijderd en het gold als een zeer lange verkenningsvlucht. Het vliegtuig trof een sterke orkaan van de derde categorie aan met windsnelheden tot 204 km/uur en een minimale druk van 945 mbar. De volgende dag bereikte Carrie 250 km/uur bij dezelfde luchtdruk. Carrie was een sterke orkaan van de vierde categorie geworden. Nu ontstond er ten zuiden van Newfoundland een uitdiepend lagedrukgebied, dat zuidwaarts trok. Hierdoor boog Carrie tussen het lagedrukgebied en het hogedrukgebied boven de Azoren niet alleen af naar het noorden, maar werd de drukgradiënt minder, waardoor haar centrum opvulde en zij langzaam verzwakte.
Toen het lagedrukgebied nog verder zuidwaarts trok, bouwde zich een rug van hoge druk op aan Carries noordflank, waardoor zij niet alleen op 14 september opnieuw naar het westnoordwesten afboog, maar ook weer aan kracht kon winnen. Op 14 september bereikte Carrie opnieuw de vierde categorie en op 15 september haar tweede hoogtepunt met windsnelheden tot 222 km/uur bij een druk van 963 mbar. Daarna verzwakte Carrie en zij passeerde op 16 september als orkaan van de tweede categorie ten noordoosten van Bermuda. Er verscheen een trog van lage druk vanuit het westen en Carrie keerde ten noorden van Bermuda naar het noordoosten en later naar het oosten. Carrie was inmiddels een orkaan van de eerste categorie en wendde op 21 september ten westzuidwesten van de Azoren naar het oostnoordoosten. Het Duitse zeilschip Pamir werd door Carrie gekelderd en 80 van de 86 opvarenden verdronken.
Op 22 september trok Carrie over de Azoren als orkaan, waarna zij naar het noordoosten wendde en haar tropische kenmerken begon te verliezen, terwijl zij winden bleef voortbrengen van orkaankracht. De extratropische Carrie landde vervolgens in Ierland op 24 september. Op 24 en 25 september werd Groot-Brittannië door de storm getroffen met hoge golven en veel regenval, die op verschillende plaatsen overstromingen veroorzaakte. Carrie had gedurende haar bestaan als tropische cycloon bijna 10.000 km afgelegd en was een van de langst levende tropische cyclonen in de geschiedenis. Het vergaan van de Pamir was wereldnieuws, maar ondanks de impact van het drama werd de naam Carrie niet geschrapt en hergebruikt in het seizoen 1972.

### Tropische storm Debby

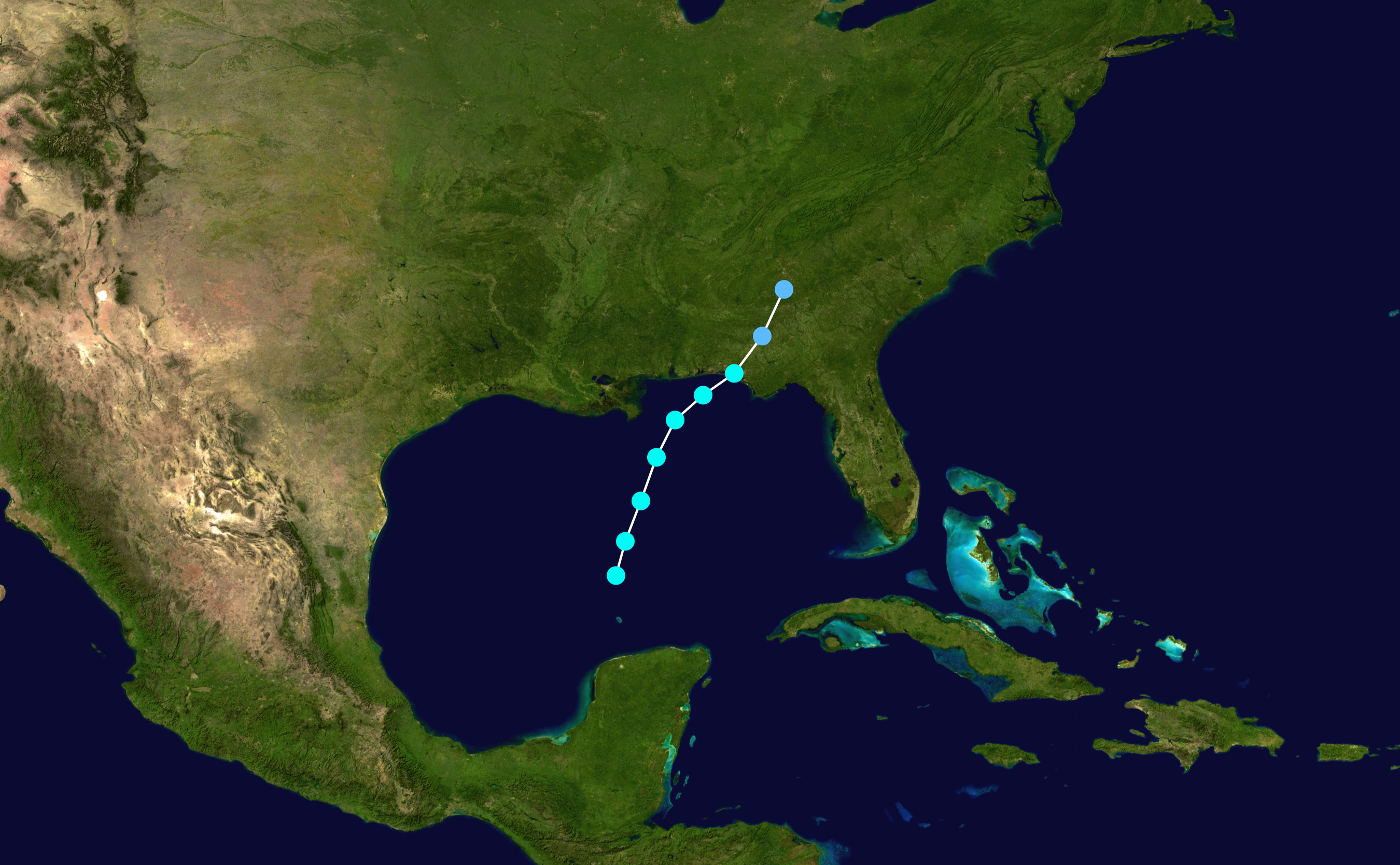
Debbies pad over de Golf van Mexico.

Op 5 september trok een zwakke tropische golf vanuit de Caraïbische Zee naar de Golf van Mexico. Boven de Golf van Mexico lag een trog van lage druk op grote hoogte stationair en toen de tropische golf arriveerde ontstond er een tropische depressie op 7 september ten noorden van het schiereiland Yucatán. De tropische depressie promoveerde tot tropische storm Debby, maar Debby nam niet verder in kracht toe en bleef een zwakke tropische storm met windsnelheden tot 65 km/uur. De omstandigheden op grote hoogte waren daarvoor ongunstig (de trog van lage druk). Debby werd noordoostwaarts gestuwd door de trog van lage druk en kraag te kampen met droge luchtmassa's vlak voordat zij landde op 8 september op 65 km ten oosten van Pensacola in Florida als minimale tropische storm. Op 9 september degradeerde Debby tot tropische depressie boven Alabama, die spoedig daarna verdween boven Georgia. Debby eiste vier mensenlevens. Over de schade ten gevolge van Debby is weinig bekend.

### Tropische storm Esther

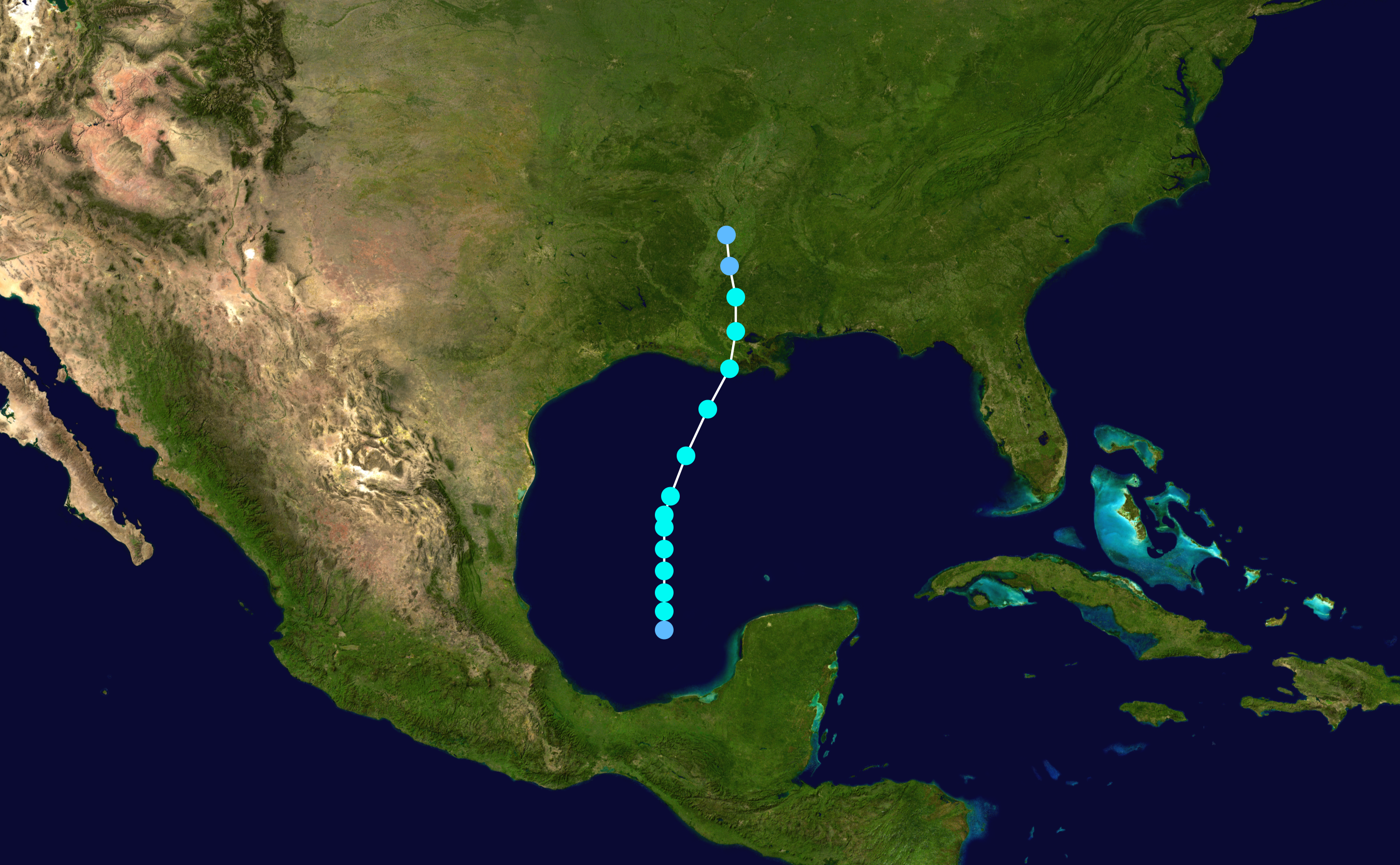
Het tracé van Esther.

Ook Esther was een zwakke tot matige tropische storm in de Golf van Mexico. Op 13 september werd er boven Midden-Amerika een lagedrukgebied waargenomen, dat naar het noordwesten trok, richting de Golf van Mexico. Het bereikte de golf van Mexico op 15 september en kwam tot ontwikkeling. De volgende dag ontstond er een tropische depressie boven het zuidwesten van de Golf van Mexico. De tropische depressie trok verder naar het noordnoordwesten en promoveerde spoedig op 17 september tot tropische storm Esther. Esther bereikte windsnelheden van 93 km/uur bij een minimale druk van 1004 mbar en met deze intensiteit landde zij de volgende dag op de zuidwestkust van Louisiana. Esther volgde de vallei van de Mississippi en degradeerde op 19 september tot tropische depressie, die dezelfde dag boven de oevers van de Mississippi boven het zuidoosten van Arkansas oploste. Esther veroorzaakte zware regenval tot plaatselijk meer dan 150 mm, hetgeen overstromingen veroorzaakte. Esther eiste drie mensenlevens en veroorzaakte een schade van $1,5 miljoen (niet gecorrigeerd voor inflatie).

### Orkaan Frieda

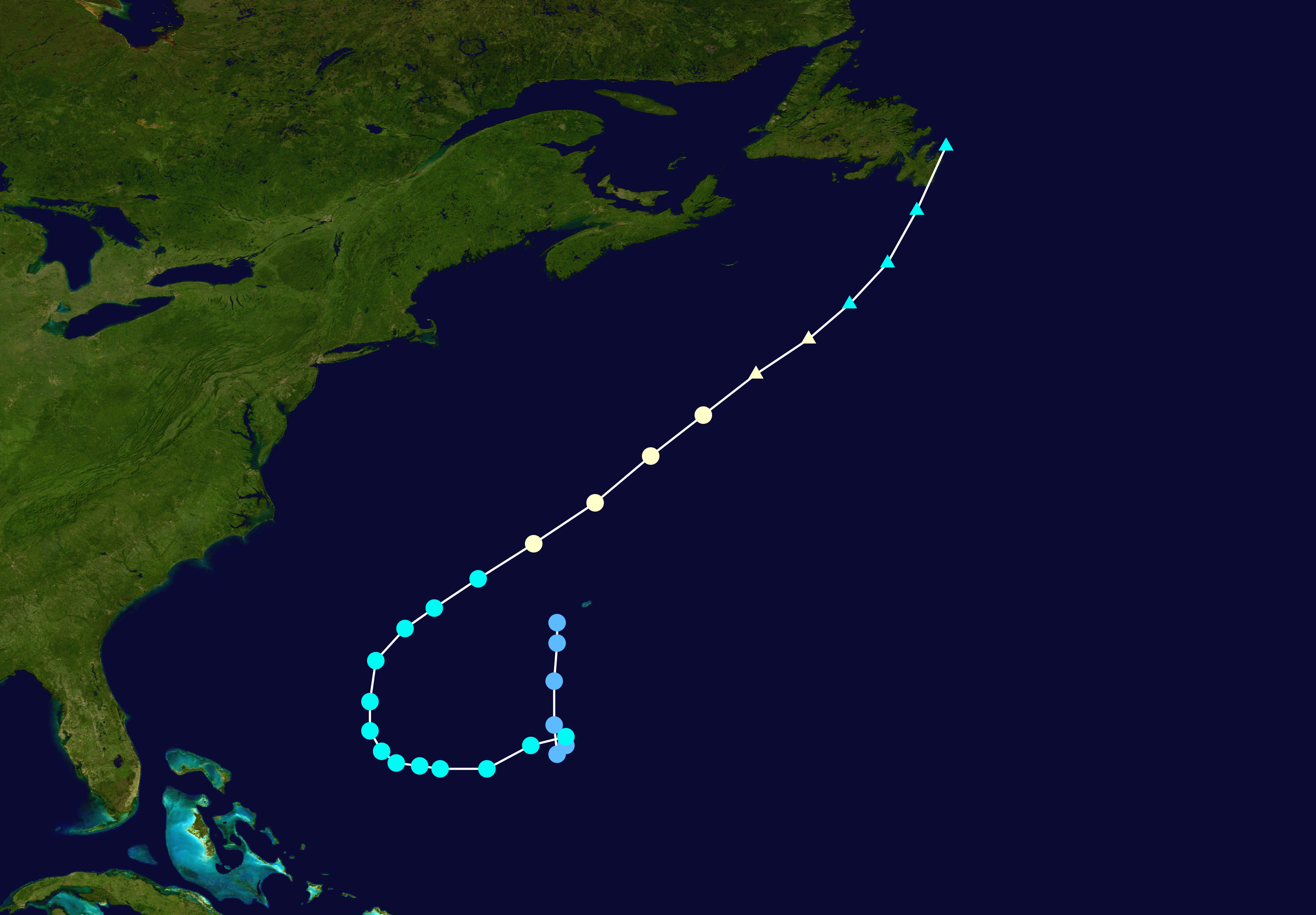
Frieda's parcours

Frieda ontstond uit de trog van lage druk, die vanaf de Amerikaanse oostkust westwaarts trok en Carrie op een oostelijke koers zette. Toen Carrie naar het oosten verdween, ontwikkelde zich in de trog een lagedrukgebied. Ten noorden van het lagedrukgebied lag een hogedrukgebied aan het aardoppervlak en in de middelste lagen van de atmosfeer heerste een noordelijke stroming over de ontwikkelende cycloon. Het front, dat bij de trog hoorde loste op en op 20 september ontstond uit het lagedrukgebied een tropische depressie ten zuidwesten van Bermuda, die zuidwaarts trok. Op 22 september promoveerde de depressie tot tropische storm Frieda. Frieda draaide vervolgens naar het westzuidwesten.
Het hogedrukgebied aan Frieda's noordflank was intussen in tweeën gebroken; één deel was gelokaliseerd boven Florida en één ten noordoosten van Bermuda. De schering, die de hogedrukgebieden gaven, waren ongunstig voor een (snelle) toename, maar Frieda kon nu tussen de twee hogedrukgebieden afbuigen naar het noordnoordoosten. Toen de invloeden van de andere systemen afnamen, kon Frieda aan kracht winnen, terwijl zij steeds sneller naar het noordoosten trok. Op 25 september promoveerde zij tot orkaan en bereikte haar hoogtepunt met windsnelheden tot 130 km/uur, voordat zij haar tropische kenmerken verloor. Als extratropische storm verzwakte zij op 26 september tot onder orkaan kracht en nam verder in kracht af. Zij schampte nog aan het oosten van Newfoundland, voordat zij op 27 september ten oosten van Newfoundland oploste.

### Tropische storm zonder naam (8)

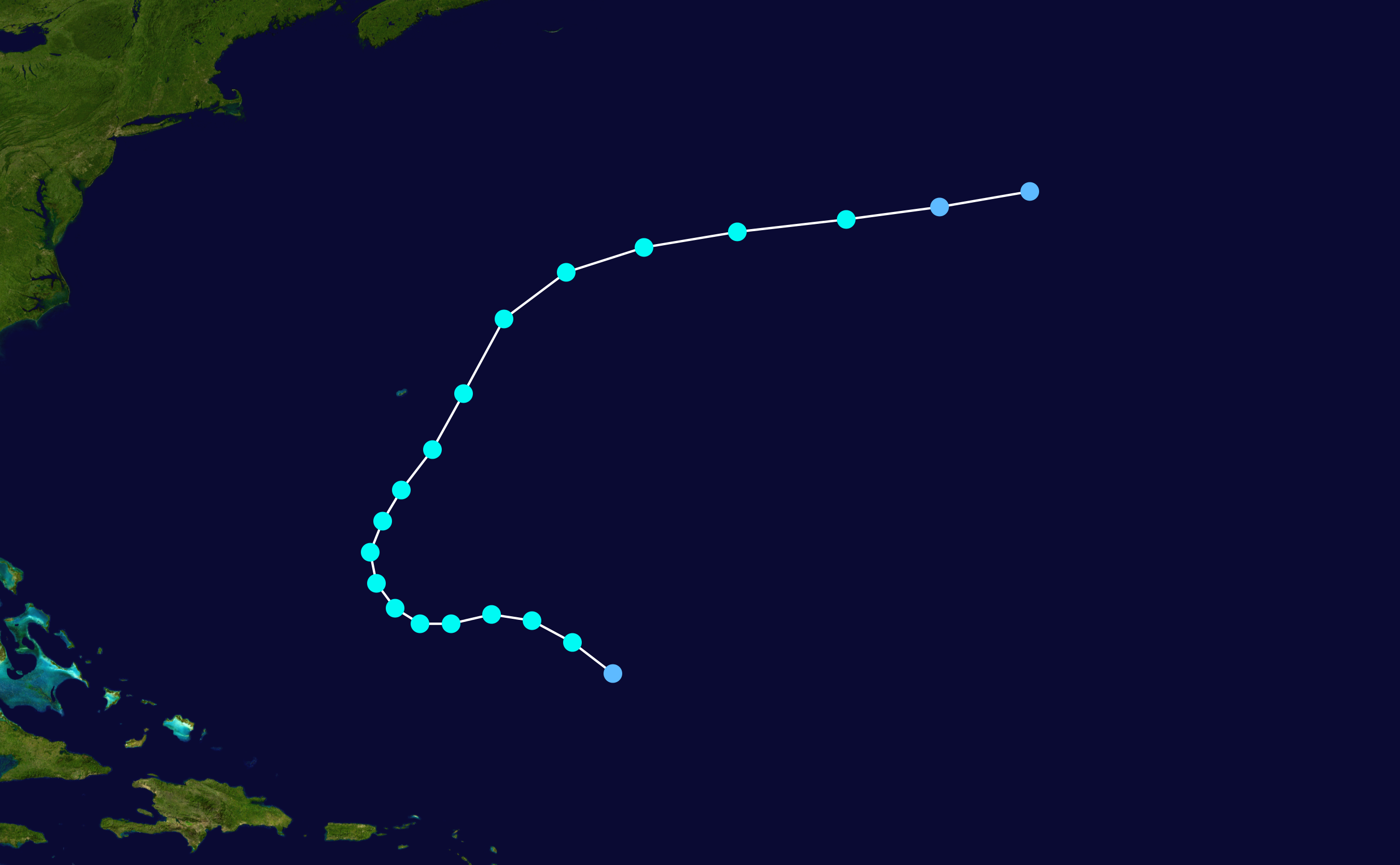
De weg die tropische storm 8 aflegde.

Op 22 oktober lag er een trog van lage druk uitgestrekt vanaf Bermuda tot Puerto Rico, dat boven de noordelijke Bovenwindse Eilanden en Puerto Rico actieve onweersbuien veroorzaakte. Een deel van de trog raakte afgesnoerd en kwam tot ontwikkeling. Op 23 oktober ontstond een tropische depressie, die noordwestwaarts trok en twaalf uur later op dezelfde dag promoveerde tot tropische storm. De tropische storm draaide bij naar het noorden en noordoosten en bereikte op 24 oktober zijn hoogtepunt met windsnelheden tot 92 km/uur en een minimale druk van 993 mbar. Daarna zwakte de tropische storm langzaam af en passeerde op 25 oktober ten zuidoosten van Bermuda. Op 26 oktober verloor de tropische storm zijn tropische kenmerken en hij werd de volgende dag opgenomen door een ander niet-tropisch lagedrukgebied boven de Atlantische Oceaan.

## Namen
De volgende namen werden gebruikt. De niet-gebruikte namen zijn niet bekend, of er is geen eenduidigheid over in gebruik zijnde lijsten. Alleen de naam Audrey werd geschrapt.
| - Audrey - Bertha - Carrie | - Debbie - Esther - Frieda |